# Thomas Milton Rivers
Thomas Milton Rivers (3 septembre 1888 - 12 mai 1962) est un bactériologiste et virologue américain. Il est décrit comme le « père de la virologie moderne ».

## Biographie
Né à Jonesboro, en Géorgie, il est diplômé d'Emory College en 1909 avec un baccalauréat ès arts. Immédiatement après avoir obtenu son diplôme, Rivers est admis à la Johns Hopkins School of Medicine. Son projet de devenir médecin n'a pas pu se réaliser au début car on lui diagnostique une dégénérescence neuromusculaire qui le force à quitter l'école de médecine et à travailler comme assistant de laboratoire dans un hôpital de la zone du canal de Panama. En 1912, la maladie ne s'étant pas aggravée, il retourne à Johns-Hopkins et obtient son diplôme en 1915. Il reste à Johns-Hopkins jusqu'en 1919.
En mars 1922, il dirige le service des maladies infectieuses du Rockefeller Institute for Medical Research, dont il devient le directeur en juin 1937. Après avoir pris sa retraite en 1956, il reste actif auprès de la Fondation Rockefeller. Ses travaux dans les années 1930 et 1940 contribuent à faire de l'institut un chef de file de la recherche virale. En 1934, Rivers est élu à l'Académie nationale des sciences dans la section 10 (pathologie et microbiologie). En tant que président des comités de recherche et de conseil sur les vaccins de la Fondation nationale pour la paralysie infantile, il supervise les essais cliniques du vaccin de Jonas Salk. Il sert dans le corps médical des forces armées pendant les deux guerres mondiales. Pendant la Seconde Guerre mondiale, Rivers dirige la Naval Medical Research Unit Two (NAMRU-2) dans le Pacifique Sud, s'élevant au rang de contre-amiral.
En 1948, Rivers édite un livre standard sur les infections virales et rickettsiennes.
En 1958, il est intronisé au Polio Hall of Fame à Warm Springs, en Géorgie.
Rivers est marié à Teresa Jacobina Riefle de Baltimore. Il est mort à Forest Hills, New York en 1962 et est enterré au cimetière national d'Arlington en raison de son rang militaire.